# Fillis
Fillis è il nome di una famosa famiglia circense inglese, il cui capostipite fu il cavallerizzo James (Londra 1834-San Pietroburgo 1913) che nella sua opera intitolata Principes de dressage et d'équitation (1890) cercò di codificare la sua riforma dell'arte di cavalcare, in opposizione ai metodi di Baucher, suo primo maestro.

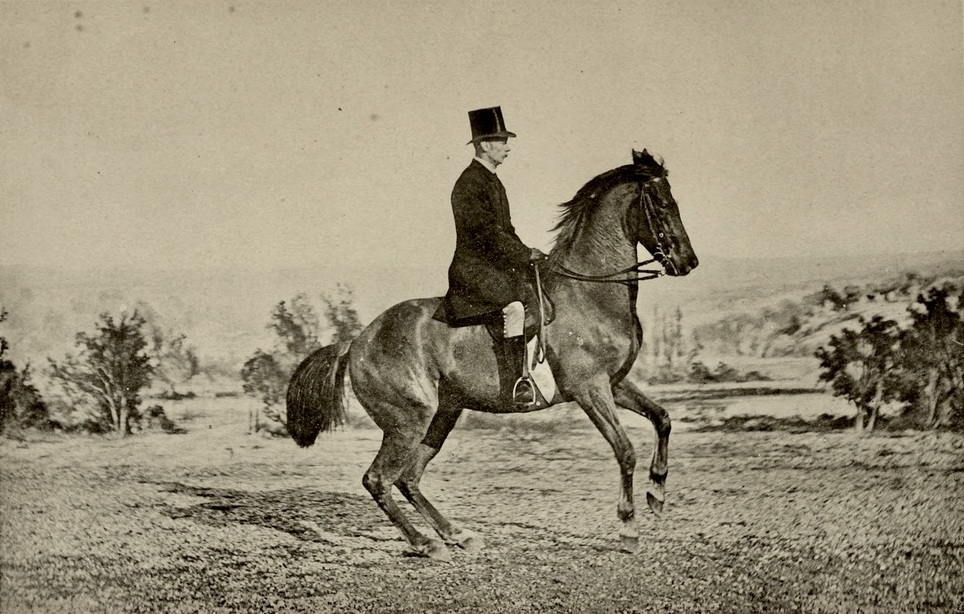
James Fillis su Germinal al galoppo all'indietro

Famoso fu il galoppo all'indietro dei suoi stalloni Germinal e Gant, quest'ultimo montato pure dalla figlia Annie.
A San Pietroburgo lo zar lo nominò capo delle scuderie imperiali.
Il fratello Thomas oltre che cavallerizzo fu un apprezzato clown musicale, mentre i figli di costui, Charles, Frank (che nel 1880 fondò un circo stabile a Città del Capo) e Annie (cugina della prima Annie), continuarono con passione la tradizione familiare per l'alta scuola.
Un'altra celebre esponente della famiglia Fillis fu Miss Marguerite che divenne presto Miss Fillis, nome che manterrà fino alla fine della sua carriera di trapezista: nel 1913 sposò il cavallerizzo Charles William Fillis, nipote del leggendario cavaliere inglese, James Fillis. Miss Fillis lavorò al circo fino all'età di cinquantacinque anni.